# Яковлев, Виктор Леонтьевич
Виктор Леонтьевич Яковлев (род. 8 октября 1934, Балакуль, Челябинская область) — горный инженер, член-корреспондент РАН (1991), лауреат премии имени Н. В. Мельникова (2001).

## Биография
Виктор Леонтьевич Яковлев родился 8 октября 1934 года в селе Балакуль Балакульского сельсовета Лебяжьевского района Челябинской области, ныне село входит в Лебяжьевский муниципальный округ Курганской области.
В 1956 году с отличием окончил Свердловский горный институт имени В. В. Вахрушева, по специальности «Разработка месторождений полезных ископаемых».
Работал инженером и старшим инженером Уральского государственного проектного института «Уралгипрошахт».
В 1962—1986 годах работал в Институте горного дела МЧМ СССР (Свердловск-Екатеринбург): аспирант, старший научный сотрудник, заведующий лабораторией, отделом ИГД.
В 1986—1995 годах работал директором в Институте горного дела Севера СО АН СССР.
В 1966 году — защитил кандидатскую диссертацию «Исследование и выбор оптимальных режимов горно-транспортных работ рудных карьеров с помощью ЭЦВМ», в 1979 году — докторскую диссертацию «Теоретические основы выбора транспорта рудных карьеров».
В 1991 году — был избран членом-корреспондентом РАН.
В 1995—2006 годы — директор Института горного дела УрО РАН.
С 2006 года — профессор кафедры разработки месторождений открытым способом горно-технологического факультета Уральского государственного горного университета.

### Научная и общественная деятельность
Внёс вклад в развитие теоретических основ выбора видов транспорта для условий разработки глубоких месторождений открытым способом, основ проектирования и эксплуатации горных предприятий.
Развил теоретические и методические основы стратегии освоения минеральных ресурсов Урала, предложил решение комплекса проблем разработки глубоких карьеров, благодаря которым были сформированы транспортные системы и проекты обустройства глубоких горных карьеров.
Член редколлегий журналов: «Горное дело» (Москва), «Горный журнал. Известия вузов» (Екатеринбург), «Физико-технические проблемы  разработки полезных ископаемых» (Новосибирск), «Литосфера» (Екатеринбург).
Под его руководством защищено 29 кандидатских и 14 докторских диссертаций

## Членство в организациях
- Член Президиума и председателем Уставной комиссии УрО РАН
- Действительный член Академии горных наук РФ
- Член Международного горного арктического комитета
- Заместитель председателя Объединённого учёного совета по наукам о Земле УрО РАН
- Член Научного совета по проблемам горных наук Отделения наук о Земле РАН
- Член секции «Геология и горное дело» Комитета по премиям Правительства РФ

## Награды и звания, премии
- Орден Почёта, 2004 год
- Орден Дружбы, 1999 год
- Медаль «За трудовую доблесть», 1981 год
- Юбилейная медаль «За доблестный труд. В ознаменование 100-летия со дня рождения Владимира Ильича Ленина», 1970 год
- Медаль «Ветеран труда», 1987 год
- Почётный работник топливно-энергетического комплекса
- Почётный работник угольной промышленности
- Заслуженный деятель науки Республики Саха (Якутия), 1994 год
- Орден «За пользу Отечеству» В. Н. Татищева, Российская академия естественных наук
- Почётный горняк
- Полный кавалер знака «Шахтёрская слава»
- Золотой знак «Горняк России», 2005 год
- Знак отличия «За заслуги перед Свердловской областью» 3 степени, 2014 год[3]
- Победитель социалистического соревнования, 1978 год[4]
- Ударник коммунистического труда
- Уральская горная премия, 1999 год, за развитие технологии горных работ на Урале[5]
- Премия имени Н. В. Мельникова, 2001 год, за серию работ «Геотехнлологические аспекты проблемы комплексногоосвоения недр»
- Премия имени Л. Д. Шевякова, 2004 год (УрО РАН)